# 卡佐当格莱斯
卡佐当格莱斯（法語：Cazaux-d'Anglès，法語發音：[kazo dɑ̃ɡlɛs]）是法国热尔省的一个市镇，属于欧什区。该市镇总面积12.6平方公里，2009年时的人口为143人。

## 人口
卡佐当格莱斯人口变化图示